# Ian Taylor (calciatore 1968)
Ian Kenneth Taylor (Birmingham, 4 giugno 1968) è un ex calciatore inglese, di ruolo centrocampista.

## Carriera
Ha giocato nella prima divisione inglese.

## Palmarès

### Club

#### Competizioni nazionali
- Football League Trophy: 1

Port Vale: 1992-1993
- Coppa di Lega inglese: 1

Aston Villa: 1995-1996

#### Competizioni internazionali
- Coppa Intertoto UEFA: 1

Aston Villa: 2001